# Antipa de la Calapodești
Antipa de la Calapodești (n. 1816, Calapodești, Principatul Moldova – d. 10 ianuarie 1882, Mănăstirea Valaam, Imperiul Rus), numit și Antipa Athonitul sau Antipa Românul, a fost un călugăr creștin-ortodox originar din Moldova, care este venerat ca sfânt de Biserica Ortodoxă. A trăit în mănăstiri de la Muntele Athos, din Moldova și din Rusia, fiind un îndrumător duhovnicesc vestit. El a fost canonizat de mănăstirile din Muntele Athos în anul 1906, cultul său fiind extins și în celelalte biserici ortodoxe.

## Biografie
S-a născut în anul 1816 într-o familie de țărani din satul Calapodești, aflat pe atunci în Principatul Moldova, primind la botez numele de Alexandru Luchian. Tatăl său, Gheorghe Constantin Luchian, era diaconul bisericii din sat, iar mama sa, Ecaterina (născută Atanasiu), s-a călugărit mai târziu cu numele de Elisabeta. Rămas orfan de tată, a învățat meșteșugul legării de cărți și a lucrat pe post de calfă pentru a-și întreține familia. La vârsta de aproape 20 de ani a părăsit viața laică și, după o încercare nereușită de a fi primit la Mănăstirea Neamț, a intrat în obștea schitului Brazi din Vrancea, unde a fost tuns în monahism cu numele de Alimpie de către starețul Dimitrie și a rămas timp de doi ani (1836-1837).
A plecat în anul 1837 la Muntele Athos și s-a stabilit la schitul românesc Lacu, unde se aflau pe atunci peste 80 de călugări români. Acolo a trăit timp de 15 ani după aspra rânduială athonită, fiind vestit pentru nevoințele sale ascetice și postul aspru pe care îl ținea. S-a mutat apoi la Mănăstirea Esfigmenu, care tocmai primise printre metocurile
sale și schitul Florești din Moldova, din partea mitropolitului Veniamin Costachi al Moldovei; acolo a trăit patru ani, fiind făcut schimnic cu numele de Antipa și apoi hirotonit ierodiacon. Schimonahul Antipa s-a retras în pustie ca sihastru, petrecându-și timpul în rugăciune și dobândindu-și renumele că ar avea darul vindecării bolilor și al înaintevederii. A fost hirotonit preot ieroschimonah la Schitul Prodromu.
În anul 1860 starețul Nifon Popescu de la schitul Prodromu l-a trimis pe ieroschimonahul Antipa în Moldova pentru a strânge bani în vederea finalizării lucrărilor de zidire ale bisericii schitului. A locuit un timp la Schitul Bucium, un metoh atonit în apropiere de Iași, fiind căutat de o mulțime de credincioși care auziseră de viața sa îmbunătățită și veneau să-i ceară sfaturi și îndrumare duhovnicească. Antipa a părăsit Moldova în 1863 și s-a îndreptat spre ținuturile rusești tot pentru a strânge ajutoare pentru schitul atonit. A făcut un popas la Lavra Pecerska din Kiev și a ajuns apoi la Moscova și Sankt Petersburg, trimițând ajutoare materiale și bănești către Prodromu.
Dornic de liniște și de singurătate, s-a retras în noiembrie 1865 la Mănăstirea Valaam, aflată pe un arhipelag de pe lacul Ladoga, la granița Rusiei cu Finlanda; obștea de acolo trăia după normele atonite paisiene, impuse de ucenicii lui Paisie Velicicovschi care ajunseseră la această mănăstire. S-a stabilit la Schitul Tuturor Sfinților, unde a trăit timp de 17 ani, „arătând fapte minunate de trăire duhovnicească, în post, în rugăciune și în desăvârșită sărăcie”, după cum scria ucenicul său, monahul Pimen. A practicat rugăciunea inimii și s-a spus că ar fi avut darul clarviziunii și al facerii de minuni (vindecări de boli), fiind un îndrumător duhovnicesc vestit în părțile de nord ale Rusiei. „Cea mai mare nevoință a lui era rugăciunea cea de foc a inimii, prin care neîncetat slăvea pe Dumnezeu, izgonea duhurile cele necurate și gusta din bucuriile cele negrăite ale Duhului Sfânt. La aceasta adăuga post îndelungat, privegheri de toată noaptea, lacrimi, metanii și alte neștiute osteneli duhovnicești. Săvârșea încă adesea dumnezeiasca Liturghie și se ruga mult pentru lume și pentru țara în care s-a născut”.
Ieroschimonahul Antipa de la Calapodești a murit la 10 ianuarie 1882, fiind înmormântat în gropnița mănăstirii Valaam.

## Venerarea ca sfânt
Călugărul Antipa a fost cinstit ca sfânt de către ucenicii săi și de o mulțime mare de credincioși, imediat după moartea sa. Ieromonahul Pimen, ucenicul său ce a devenit apoi arhimandrit și egumen al mănăstirii Pafnutie-Borovski, a scris în anul 1883 o biografie hagiografică în care i-a prezentat viața și nevoințele duhovnicești. Scrierea a fost publicată în limba rusă cu titlul Vrednica de pomenire viață a ieroschimonahului Antipa (în rusă Замечательная жизнь иеросхимонаха Антипы) în anii 1883 și 1893, la Sankt Petersburg, și a fost răspândită în Rusia și Finlanda, precum și la Muntele Athos.
A fost cinstit ca sfânt începând din anul 1906, când monahii ruși de la Mănăstirea Sfântul Pantelimon (Rusicon) din Muntele Athos l-au înscris  fără un act oficial de canonizare  în Mineiul rusesc de pe luna ianuarie, la pagina 46, sub numele Cuviosul ieroschimonah Antipa Atonitul. El este prăznuit de atunci la data de 10 ianuarie. Cultul său a fost extins și în celelalte biserici ortodoxe, dar este venerat mai ales în mănăstirile de la muntele Athos. Ieromonahul Makarios Simonopetritul l-a introdus în Sinaxarul athonit, publicat în 1988, la Salonic. Biserica Ortodoxă Română l-a trecut în calendarul sfinților în cadrul ședințelor speciale ale Sf. Sinod dedicate canonizării sfinților români din 20-21 iunie 1992, iar Biserica Ortodoxă Rusă în ședința Sf. Sinod din 19 iulie 2000.
Părți din moaștele Sf. Antipa se găsesc la multe biserici din România și din străinătate: Mănăstirea Christiana din București, Biserica Rusă din București, Catedrala Arhiepiscopală din Constanța, Mănăstirea Balamuci, Mănăstirea Calapodești, Mănăstirea Ciuflea din Chișinău, Mănăstirea Suruceni (mâna dreaptă), Mănăstirea Sireți, Biserica Sfinților Serghie și Gherman de la Mănăstirea Valaam ș.a.